# 牧野四郎
牧野 四郎（まきの しろう、1893年4月18日 - 1945年8月10日）は、日本の陸軍軍人。最終階級は陸軍中将。

## 略歴
- 1893年（明治26年）4月18日　鹿児島県日置郡東市来町湯之元（現日置市）で生まれる
- 1910年（明治43年）7月　熊本陸軍地方幼年学校卒業（第11期）
- 1912年（明治45年）5月　東京陸軍中央幼年学校卒業
- 1914年（大正3年）5月　陸軍士官学校卒業（第26期）
  - 12月　歩兵少尉　歩兵第13連隊付（熊本）
- 1918年（大正7年）7月　歩兵中尉
  - 12月　陸軍大学校入校
- 1922年（大正11年）11月　陸軍大学校（34期）卒業
- 1923年（大正12年）8月　歩兵大尉
  - 12月　教育総監部付
- 1925年（大正14年）7月　台湾澎湖島要塞参謀兼馬公要港部参謀
- 1928年（昭和3年）7月　陸軍士官学校教官
- 1930年（昭和5年）8月　歩兵少佐
- 1931年（昭和6年）12月　近衛歩兵第4連隊大隊長
- 1932年（昭和7年）12月　陸軍士官学校教官
- 1933年（昭和8年） 8月　歩兵中佐・陸軍大学校兵学教官
- 1935年（昭和10年）12月　第20師団高級参謀（京城）
- 1937年（昭和12年）12月　歩兵大佐・陸軍士官学校教授部長
- 1938年（昭和13年）8月　歩兵第29連隊長（牡丹江省掖河）
- 1939年（昭和14年）8月　近衛師団司令部付
- 1940年（昭和15年）3月　陸軍少将・第5軍参謀長
- 1941年（昭和16年）5月　陸軍予科士官学校教授部長　次いで同校幹事
- 1942年（昭和17年）12月　陸軍予科士官学校長
- 1943年（昭和18年）6月　陸軍中将
- 1944年（昭和19年）3月　士官学校離任 「花も実もあり、血も涙もある武人たれ」（離任の辞、3月２日予科士官学校大講堂における校長離任訣別の訓辞、下記参照）、　第16師団長
- 1945年（昭和20年）8月　比島レイテ島にて師団壊滅の責任を取り自決、「余が敵弾に倒れたる時は余の肉を喰いその血をすすりて糧となし最後の一兵となるともレイテ島を死守し君恩に報ずべし」（死守の訓辞）、享年52